# Issei Yamamoto

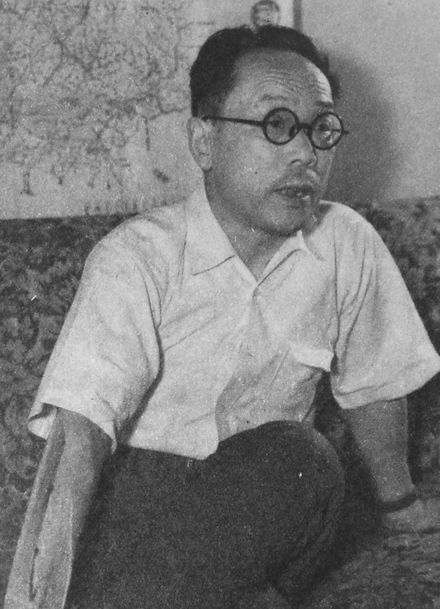
Issei Yamamoto

Issei Yamamoto (山本 一清, Yamamoto Issei; Shiga,  27 mei 1889 - 16 januari 1959) was een Japans astronoom.
Hij was professor astronomie aan de universiteit van Kyoto. Hij was directeur van het Kwasan-observatorium (花山天文台, Kazan Tenmondai) in Kioto. In 1920 werd hij als eerste voorzitter van de "Oriental Astronomical Association".

## Eerbetoon
- De krater Yamamoto op de maan evenals de planetoïde 2249 Yamamoto is naar hem genoemd.

- CiNii: DA02032529
- Gemeinsame Normdatei: 116943726
- International Standard Name Identifier: 0000 0000 8119 8864
- Library of Congress Control Number: n88253427
- Bibliotheek van het Japanse parlement: 00093179
- SNAC: w63p6kwm
- Système universitaire de documentation: 095361073
- Virtual International Authority File: 40944601
- WorldCat: E39PBJg4hvPMw9vVmPBrgrXyBP